# Skyguard

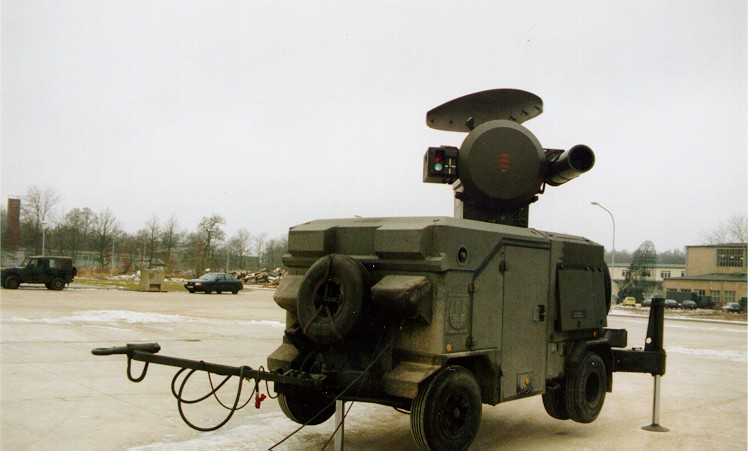
Skyguard II Feuerleitgerät mit Radar und Optik

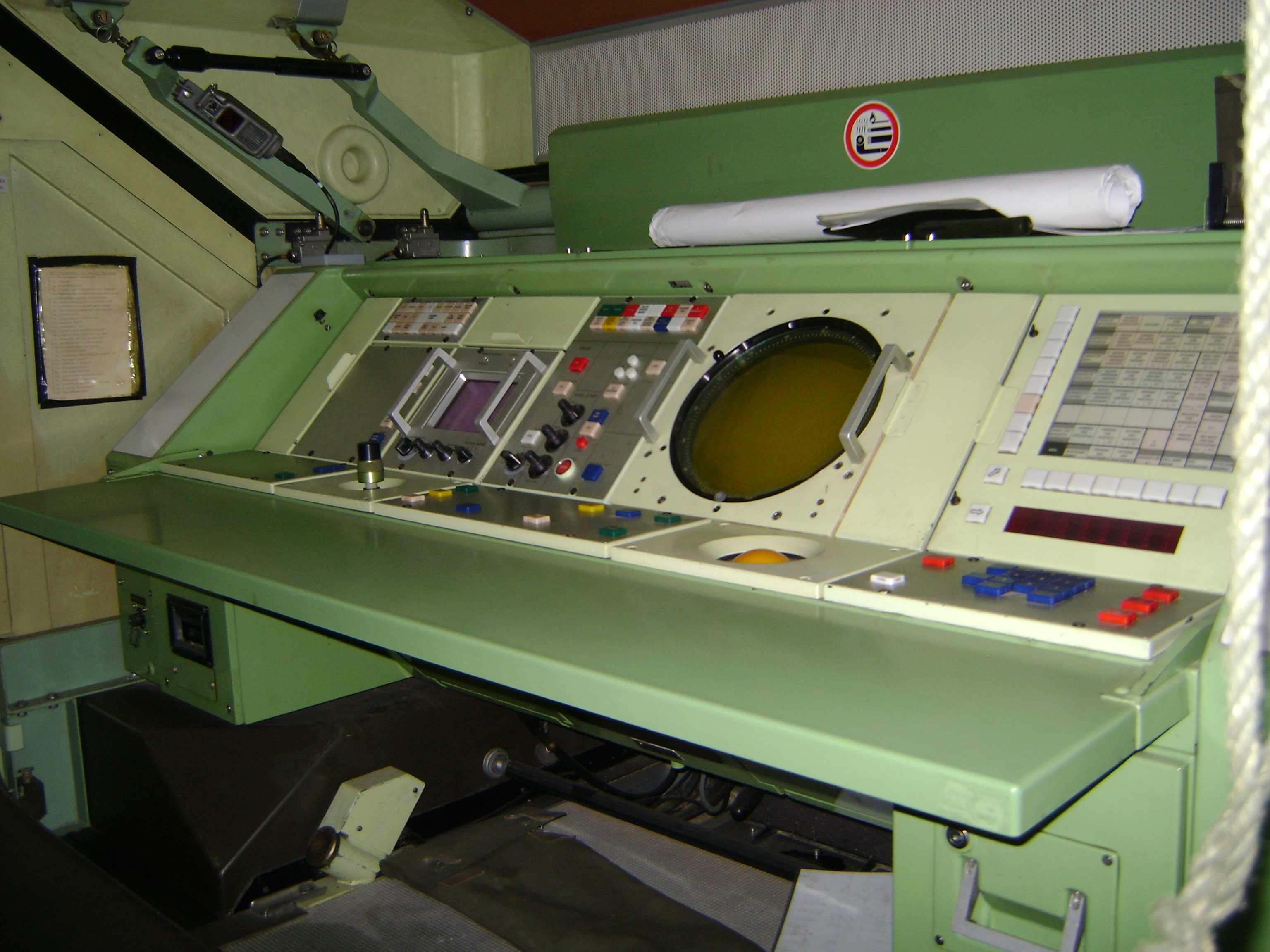
Innenansicht eines Skyguard II Feuerleitgeräts

Skyguard ist das Feuerleitsystem eines allwettertauglichen Flugabwehrsystems für die Bekämpfung von Flugzeugen im Tiefflug sowie im unteren und mittleren Höhenbereich bis 3000 m. Die maximale Wirkungsdistanz wird mit 4000 m angegeben. Das System übernimmt die Luftraumüberwachung, Zielerfassung, Berechnung der Vorhaltewerte und die Steuerung von zwei Oerlikon 35-mm-Flugabwehrkanonen. Skyguard wird von vier Personen bedient.
Skyguard wurde von Contraves als Nachfolger des Feuerleitsystems Contraves Superfledermaus entwickelt. Diese Systeme wurden ab den 1960er Jahren in der Schweizer Armee eingeführt. Das neuere System Skyguard steht nach Kampfwertsteigerungen 1995 und 2010 noch immer im Dienst. Das Radarsystem des Skyguard wurde auch von der deutschen Luftwaffe zur Überwachung der Einhaltung der Mindestflughöhe in Tieffluggebieten genutzt. Es ist durch die hydraulischen Anlagen für Antennenaufbau und Horizontierung nach einer Verlegung sehr schnell einsatzbereit.
Das Radargerät enthält zwei getrennte Datenwege:
- das Suchradar und
- das Feuerleitradar.

Wichtigstes Detail des SkyGuards ist neben den Radaren die Zielverfolgungs - Kamera mit einer Brennweite von bis zu 645 mm sowie ein Laser - Entfernungsmesser.
Toledo ist ein Skyguard Flugabwehrsystem mit Skydor Feuerleitsystem von Navantia und Aspide Starter.

## Nutzer
- Argentinien
- Deutschland
- Österreich
- Schweiz